# Sasc-Furä-Hütte
Die Sasc-Furä-Hütte (Capanna Sasc Furä) ist eine Berghütte der Sektion Bregaglia des Schweizer Alpen-Clubs (SAC) im Bergell. Sie liegt auf einer Höhe von 1904 m ü. M. unterhalb der Nordkante des Piz Badile.
Infolge des Bergsturzes von Bondo im August 2017 wurden sämtliche Zustiege zur Hütte auf Grund von Steinschlaggefahr gesperrt. Die Hütte blieb daher im Jahr 2018 geschlossen.
Ein neuer Zustieg zur Sasc-Furä-Hütte wurde fertiggestellt und ist offiziell seit 6. Juli 2019 geöffnet. Der Weg über den Passo della Trubinasca ist wieder geöffnet.

## Zustieg
Gratisparkplatz an der Forststrasse bei Crot Alt (450 m oberhalb Bondo). Danach besteht ein Fahrverbot. Der Weg ist sehr gut signalisiert, markiert und abgesichert – mit Trittleitern und an exponierten Stellen mit Ketten. Gemäss SAC Skala: T4, alpiner Wanderweg, weiss-blau-weiss markiert. Höhendifferenz : 1291 m (Aufstieg bis Trubinasca Alta 1397 m / Abstieg nach Sasc Furä 364 m), Länge 11,5 km, Gehzeit: 5,5 bis 6 Std.

## Touren
Der Weg zur Sciorahütte nach Osten im hinteren Val Bondasca wurde beim grossen Cengalo-Bergsturz 2011 verschüttet und war seither wegen hoher Steinschlaggefahr gesperrt, konnte aber nach wie vor auf eigene Gefahr begangen werden. Beim folgenden noch grösseren Bergsturz 2017 wurden vermutlich acht Bergsteiger verschüttet, zwei dürften am Weg zur Sasc-Furä-Hütte gewesen sein.
Nach Süden führt der Weg über das Bivaco Pedroni Del Pra am Pizzo Trubinasca zur Gianettihütte (Rifugio Gianetti) des CAI.

## Übergänge
- Gianettihütte (2534 m s.l.m.) über Trubinasca- und Porcellizzo-Pass, Schwierigkeit T5,  Gehzeit: 6–7 Stunden
- Sciorahütte (2118 m ü. M.) seit dem grossen Cengalo-Bergsturz 2011 gesperrt
- Rifugio Brasca (1304 m s.l.m.) über Trubinasca-Pass, Gehzeit 6 bis 7 Stunden

## Gipfelbesteigungen
- Piz Badile (3308 m ü. M.) Kletterei, entweder an der Nordkante oder über die Cassin-Route in der Nordost-Wand
- Piz Cengalo (3,367 m s.l.m.) Klettertour mit schwieriger Wegfindung
- Pizzo Trubinasca (2918 m s.l.m.) via Trubinasca-Pass (T5+)